# Melanophthalma japonica
Melanophthalma japonica es una especie de coleóptero de la familia Latridiidae.

## Distribución geográfica
Habita en Japón.